# Визаж, Гихард
Гихард Визаж (родился 28 мая 1996 года) — южноафриканский регбист, хукер команды Стрела.
Образование — университет Южной Африки «UNISA»
С 2016 по 2018 год выступал за южноафриканский регбийный клуб «Валке»
В 2019 году перешёл в казанскую Стрелу

## Достижения
- Бронзовый призёр Высшей лиги по регби-15 в 2019 году